# Distretto di Ôndôrhangaj
Il distretto di Ôndôrhangaj è uno dei diciannove distretti (sum) in cui è suddivisa la provincia dell'Uvs, in Mongolia. Conta una popolazione di 3.031 abitanti (censimento 2014). 